# Дрого Шампанский
Дро́го Шампа́нский (Дро́гон; ок. 670—24 марта 708) — представитель знатного франкского рода Пипинидов.

## Биография
Дрого, старший сын Пипина Геристальского и Плектруды, в 690 году был назначен своим отцом герцогом Шампани, за что и получил своё прозвище «Шампанский». В 697 году он стал герцогом Бургундии.
Умер при жизни отца в 708 году. Герцогство Шампанское наследовал его второй сын, поскольку старший ранее ушёл в монастырь.
Дрого был женат на Адальтруде, дочери майордома Нейстрии Берхара и Анструды. У них было четверо детей:
- Гуго Руанский (умер в 730), аббат Сен-Дени, архиепископ Руанский, епископ Парижа и Байё;
- Арнульф Шампанский (умер в 721), герцог Шампани;
- Пипин Шампанский (умер в 723);
- Готфрид Шампанский (умер после 723).